# Dimitri Champion
Dimitri Champion (* 6. September 1983 in La Rochelle) ist ein ehemaliger französischer Straßenradrennfahrer.

## Sportliche Karriere
Dimitri Champion wurde 2005 französischer U23-Meister auf dem Zeitfahrkurs. Zudem konnte er im Herbst das Zeitfahren Chrono des Herbiers in der U23-Klasse vor Michael Muck gewinnen. 2006 wurde er französischer Meister der Amateure im Straßenrennen.
2009 war das erfolgreichste Jahr von Champion: Er wurde französischer Meister im Straßenrennen, gewann den Circuit des Ardennes und die Tour du Finistère.

## Erfolge
2005
- Französischer Meister – Einzelzeitfahren (U23)
- Chrono des Herbiers (U23)

2009
- Gesamtwertung Circuit des Ardennes
- Tour du Finistère
- Französischer Meister – Straßenrennen
- eine Etappe Kreiz Breizh Elites

## Grand-Tour-Platzierungen
| Grand Tour            | 2007 | 2008 | 2009 | 2010 | 2011 |
| --------------------- | ---- | ---- | ---- | ---- | ---- |
| Giro d’ItaliaGiro     | –    | –    | –    | –    | –    |
| Tour de FranceTour    | –    | –    | –    | 160  | –    |
| Vuelta a EspañaVuelta | DNF  | 106  | –    | –    | 95   |

## Teams
- 2007–2008 Bouygues Télécom
- 2009 Bretagne-Schuller
- 2010–2011 Ag2r La Mondiale
- 2012 Bretagne-Schuller

| Personendaten    | Personendaten               |
| ---------------- | --------------------------- |
| NAME             | Champion, Dimitri           |
| KURZBESCHREIBUNG | französischer Radrennfahrer |
| GEBURTSDATUM     | 6. September 1983           |
| GEBURTSORT       | La Rochelle                 |